# Vision eines Ritters
Die Vision eines Ritters oder der Traum des Scipio oder Allegorie ist eine kleine Eitempera-Malerei auf Pappelholz  des italienischen Renaissance-Künstlers Raffael. Sie wurde 1504 fertiggestellt und befindet sich in der National Gallery in London. Sie entstand vermutlich zusammen mit den Drei Grazien, auch 17 cm im Quadrat, jetzt im Musée Condé des Château de Chantilly.
Es gibt verschiedene Theorien, was das Gemälde darstellen soll. Einigen Kunsthistorikern zufolge sei der auf seinem Schild schlafende Ritter der römische Feldherr Scipio Africanus, der träumt, dass er zwischen Tugend (links, hinter ihr ein steiler und felsiger Pfad) und Vergnügen (rechts, in lockerer Robe) wählen müsse. Jedoch werden die beiden weiblichen Figuren nicht als Gegnerinnen dargestellt. Sie können die idealen Eigenschaften des Ritters darstellen: das Buch, Schwert und Blume, die sie halten, stehen für die Ideale der Gelehrsamkeit, Kampf und Minne, die ein Ritter kombinieren sollte.
Die wahrscheinlichste Quelle für die Allegorie ist aus einer Passage in der Punica des lateinischen Dichters Silius Italicus, ein episches Gedicht, das vom Zweiten Punischen Krieg erzählt.
Das Bild wurde von dem englischen Kunstsammler William Young Ottley im Jahr 1800 nach England gebracht.

## Nachweise
1. ↑  Deutung auf der Seite der National Gallery